# Unidad mínima de trabajo
En gestión de proyectos, una unidad mínima de trabajo (UMT) es el elemento de trabajo más pequeño e indivisible. Las unidades mínimas de trabajo se estiman mediante diversos métodos para posteriormente enlazarse entre ellas y programarse. En ocasiones son nombradas como Cargas de trabajo, a pesar de que estos dos términos no son sinónimos.